# Trypanosyllis crosslandi
Trypanosyllis crosslandi är en ringmaskart som beskrevs av Thomas Henry Potts 1911. Trypanosyllis crosslandi ingår i släktet Trypanosyllis och familjen Syllidae. Inga underarter finns listade i Catalogue of Life.